# Josep Morató i Grau
Josep Morató i Grau (Girona, el 17 de desembre de 1875 - Barcelona, el 16 d'octubre de 1918) va ser un periodista i escriptor català.
Fou redactor en cap de La Veu de Catalunya del 1910 al 1918. Dirigí la revista En Patufet. I col·laborà a revistes com La Ilustració Catalana, Garba, Teatralia i Cu-cut!. Va guanyar el premi de la Copa Artística el 1906 als Jocs Florals de Barcelona per El fill de la nit. Més tard, el 1907, en fou mantenidor. Va destacar com a autor teatral, però també va escriure diverses novel·les.

## Obra

### Teatre
- La sardana dels promesos, estrenada al teatre Principal, el mes de maig de 1906.
- La dama d'Aragó, adaptació de la cançó popular en tres quadres, música d'Adrià Esquerrà, al teatre Principal, el 27 de setembre de 1906.
- Les calderes d'en Pere Botero, farsa en dos actes i cinc episodis, música d'Adrià Esquerrà, estrenada al Teatre Principal, el 17 de novembre de 1906.
- La jove, tragèdia vulgar, estrenada al teatre Principal, el 1907.
- Els gendarmes o qui vigila no dorm, obra lírica en dos actes, música de Sadurní, al teatre Principal, el 21 de novembre de 1907.
- Les angúnies del repòs, comèdia en tres actes, estrenada al teatre Romea, el 27 de novembre de 1907.
- La fortuna boja, comèdia dramàtica en quatre actes, estrenada al teatre Romea, el 14 de febrer de 1908.
- Un cop de vent, pas de comèdia, estrenat al Teatre Novetats, el 3 de desembre de 1908.
- Les arrels, drama en tres actes, estrenada al Teatre Romea, el 12 de novembre 1909.
- El començar de les coses, comèdia en quatre actes. Edició de 1909.
- La princesa i el pastor, poema dramàtic en dues jornades. 1909.
- El tresor, estrenada al teatre Eldorado de Barcelona, el 16 de març de 1912.
- La casa de tothom, comèdia en tres actes, estrenada al Gran Teatre Espanyol, el 20 de desembre de 1912.
- Un cop de vent, estrenada al teatre Romea, el 18 de gener de 1919.

### Novel·la
- El fill de la nit
- L'esquirol (1897)
- Els habitants de la lluna (1906)

## Fons personal
El seu fons personal es conserva a l'Arxiu Nacional de Catalunya. El fons inclou documentació aplegada i produïda per Josep Morató i Grau, principalment, com a resultat de la seva activitat professional i creativa. Inclou documentació personal i familiar (certificats, recordatoris i correspondència), referent a la seva vinculació professional amb el diari "La Veu de Catalunya" (sobretot, esboços d'articles) i diversos escrits, esborranys i anuncis de representació i edició d'obra dramàtica i novel·la. Destaca pel seu interès la correspondència rebuda, en particular la procedent de diverses personalitats de primers del segle xx, com ara Carles Cardó, Adrià Gual, Dolors Monserdà, Lluís Nicolau d'Olwer, Narcís Oller o Enric Prat de la Riba. El fons aplega documentació que testimonia l'activitat de Josep Morató i Grau com a impulsor de diversos certàmens literaris i festivals populars. L'impacte de la seva mort es veu reflectit en el recull de premsa i la voluminosa correspondència de condol rebuda per la seva família i a la redacció de "La Veu de Catalunya". Finalment, cal destacar diversos manuscrits (articles de premsa i poemes) conservats al fons, obra de Josep Carner i Eugeni d'Ors, aplegats probablement per a la seva publicació al diari. El conjunt del fons, doncs, facilita una aproximació a una de les figures més rellevants del periodisme catalanista i contribueix a un millor coneixement de la nostra literatura durant les primeres dècades del segle xx.